# Reconnaissance aérienne
Pour les articles homonymes, voir Reconnaissance.

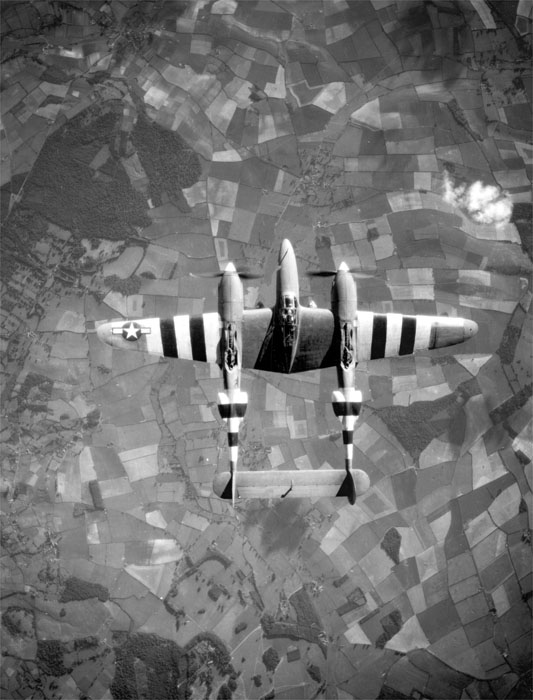
Un avion de reconnaissance photo Lockheed F-5 Lightning, aux environs de juin 1944 guerre mondiale,porteur des bandes d'invasion.

Une reconnaissance aérienne est une reconnaissance militaire faite à l'aide de drones ou d'avion de reconnaissance. Leurs rôles sont de collecter des renseignements d'origine image et d'électromagnétique.

## Histoire

### Précurseurs
En 1794, le ballon captif L'Entreprenant de la compagnie d'aérostiers permit aux révolutionnaires de réaliser plus de vingt-cinq ascensions lors des
sièges de Maubeuge et de Charleroi. 
Les premières missions reconnaissances aériennes, sans contexte de conflit, ont été effectuées par Ștefan Protopopescu et ses collèges, lors de l'observation des mouvements de troupes de l'armée roumaine, près de Pașcani, en Roumanie, en automne 1909. 
Les premières missions de reconnaissance à partir un avion lors d'un conflit, ont été effectuées par l'armée italienne lors de la Guerre italo-turque. Le 23 octobre 1911, le capitaine Carlo Maria Piazza effectue la première mission d'observation près de Tripoli à bord d'un Blériot XI. En mars 1912, il effectue la première mission de reconnaissance photographique.

### Première Guerre mondiale
La Première Guerre mondiale consacra l'observation aérienne mais également son extension au-delà de la ligne de front avec la naissance de la reconnaissance aérienne. En 1914, les appareils de reconnaissance du capitaine Georges Bellenger furent envoyés à la suite d'une interception de messages radio allemands. Ils avaient pour mission la surveillance des armées du général allemand Alexandre von Kluck et découvrirent que les troupes de Kluck, contre toute attente, infléchirent leur mouvement vers le sud, en laissant une faille qui permit d'enclencher celle qui de nos jours est appelée la bataille de la Marne et en sauvant ainsi Paris d'une invasion allemande.

### Guerre froide
Les reconnaissances aériennes américaines de l'Union soviétique ont été avant la généralisation des satellites-espions l'une des principales sources de renseignements des États-Unis sur leur principal adversaire.

### Époque contemporaine
Après la guerre froide, la reconnaissance s'est orientée vers des ennemis non-gouvernementaux comme les groupes terroristes, et s'appuie entre autres sur des drones autonomes à basse altitude.